# نيفيل شوت
نيفيل شوت نورواي (بالإنجليزية: Nevil Shute Norway)‏ (17 يناير 1899 - 12 يناير 1960)، روائي إنجليزي ومهندس طيران، قضى سنواته الأخيرة في أستراليا. استخدم اسمه الكامل في مهنته الهندسية ونيفيل شوت اسمًا أدبيًّا لحماية مهنته الهندسية من ردود فعل أصحاب عمله (فيكرز) أو زملائه المهندسين، ونظرتهم له بأنه ليس بشخص جاد أو التعرض لبعض الانتقادات بسبب الدعاية السلبية المحتملة فيما يتعلق برواياته، والتي شملت رواية على الشاطئ ورواية مدينة مثل أليس.

## أولى سنوات حياته
وُلد في سومرست رود، إيلينغ، ميدلسكس، ووُصف منزل عائلته نورواي في رواية تراستي فروم ذا تولوروم (Trustee from the Toolroom). تلقى تعليمه في كل من مدرسة دراغون ومدرسة شروزبري وكلية باليول بجامعة أكسفورد. ثم تخرج من جامعة أكسفورد عام 1922 بدرجة علمية من الدرجة الثالثة في العلوم الهندسية. أصبح والد شوت، آرثر هاميلتون نورواي، رئيسًا لمكتب البريد في أيرلندا قبل الحرب العالمية الأولى وكان مركزه في مكتب البريد الرئيسي في دبلن عام 1916 في وقت ثورة عيد الفصح. أُثني على شوت نفسه في وقت لاحق لدوره كحامل نقالة أثناء فترة الثورة. وأصيب شقيقه الأكبر فريدريك هاميلتون نورواي، البالغ من العمر 19 عامًا في 13 يونيو 1915، في إيبينيت، بالقرب من أرمينتير، ونُقل إلى ويميرو حيث توفي في 4 يوليو، بوجود والديه إلى جانبه ودُفن في مقبرة ويميرو المشتركة، في با دو كاليه.
التحق شوت بالأكاديمية العسكرية الملكية، في ولويتش ودُرب ليكون نائب ضابط مكلف بالإشراف على المدافع، ولكن بسبب تلعثمه، لم يتمكن من تولي إدارة الفيلق الجوي الملكي في الحرب العالمية الأولى. وقد خدم كجندي في فيلق سوفولك، وجُند «في صفوفه» في أغسطس 1918. وحرس جزيرة الغراين المتواجدة في مصب نهر التايمز، وخدم في حفلات الجنازات العسكرية في كينت خلال جائحة الإنفلونزا عام 1918.

## مهنته في مجال الطيران
بدأ شوت، وهو مهندس طيران وطيار، مسيرته الهندسية مع شركة دي هافيلاند للطائرات. (استخدم اسمه المستعار كمؤلف لحماية مهنته الهندسية من أي دعاية سلبية محتملة فيما يتعلق برواياته.)
كان غير راضٍ عن عدم وجود فرص للتقدم والتطور، ما دفعه لتولى منصب في عام 1924 مع شركة فيكرز، إذ شارك في تطوير السفن الهوائية، وعمل كرئيس المحاسبة (محلل الإجهادات) في مشروع السفينة الهوائية آر 100 لشركة فيكرز التابعة لشركة إيرشيب غارانتي. ترقى في عام 1929 إلى منصب نائب كبير المهندسين لمشروع آر 100 تحت إدارة بارنز واليس، الذي أخذ شوت منصبه بعد مغادرته وأصبح كبير المهندسين.
كان مشروع آر 100 نموذجًا أوليًا للسفن الهوائية الحاملة للركاب التي من شأنها تلبية احتياجات الإمبراطورية البريطانية. قامت السفينة الهوائية أر 100 الممولة من الحكومة ولكن طُورت بشكل خاص، برحلة ناجحة عام 1930 إلى كندا. وقامت السفينة الهوائية  برحلات من مونتريال إلى أوتاوا وتورنتو وشلالات نياجرا أثناء وجودها في كندا. أدى الانهيار المميت الذي وقع عام 1930 بالقرب من بوفيه في فرنسا من نظيرتها السفينة الهوائية آر 101 التي طورتها الحكومة، إلى إنهاء الاهتمام البريطاني بالديون القابلة للتحويل. عوقبت شركة آر 100 على الفور وقُفلت لاحقًا.

## روابط خارجية
- نيفيل شوت على موقع IMDb (الإنجليزية)
- نيفيل شوت على موقع الموسوعة البريطانية (الإنجليزية)
- نيفيل شوت على موقع مونزينجر (الألمانية)
- نيفيل شوت على موقع أول موفي (الإنجليزية)
- نيفيل شوت على موقع إن إن دي بي (الإنجليزية)
- نيفيل شوت على موقع قاعدة بيانات الفيلم (الإنجليزية)